# Stanza blindata 713
Stanza blindata 713 è un film del 1957 diretto da Werner Klingler.

## Trama
Nella Germania post-bellica, Herbert Burkhardt, rientrato dalla prigionia nella giovane Repubblica Federale, non riesce a trovare un'occupazione né a riprendere gli studi per mancanza di mezzi. Profondamente frustrato perché non gli viene offerto alcun lavoro dignitoso, riceve conforto e fiducia solo da Vera, la sua compagna. Suo fratello Klaus, molto più giovane di lui, se la cava un po' meglio lavorando in un'autofficina, ma nutre ambizioni di ricchezza influenzato da Margot, la sua fidanzata. Dopo l'ennesimo rifiuto, Herbert comincia a pensare di ricorrere a un furto per risolvere i problemi e progetta con gran cura un'effrazione ai danni di una banca, nel reparto cassette di sicurezza. Quando l'azione è stabilita in ogni dettaglio, ne parla a Klaus, che ne resta convinto e accetta di collaborare con lui. Vera, insospettita dal comportamento di Herbert, fa il possibile per dissuaderlo, ma non riesce. 
Nel mezzo di una strada trafficata, i due uomini montano una piccola tenda da lavoro, tesa esattamente sopra il tombino. Così Herbert e Klaus scavano senza dare nell'occhio un tunnel attraverso il sistema fognario per raggiungere il caveau della banca, ma sfondare l'ultimo muro si rivela particolarmente arduo e un uomo che li aveva riconosciuti durante le loro attività clandestine muore. Di conseguenza, Klaus vuole ritirarsi dal progetto poco prima della fine, anche per non rischiare il suo futuro con Margot. Quando il fratello è ormai entrato nella stanza blindata, Klaus fugge lasciando il fratello da solo, ma dimentica che l'accesso al caveau è stato praticato troppo in alto perché Herbert possa fuggire con il suo bottino senza l'aiuto di un complice. In lontananza si sentono già arrivare le sirene della polizia, avvertita da Vera che in tal modo ha voluto evitare a Herbert una fine peggiore.

## Produzione
Nella Germania del miracolo economico di Ludwig Erhard, il film fu progettato con l'idea di associare l'indagine psicologica sui reduci e sui loro problemi assieme alla descrizione di un fatto di cronaca realmente avvenuto quasi trenta anni prima. Si trattava della rapina ai danni di una banca di Berlino ad opera dei fratelli Sass, che nel 1929 riuscirono, travestendosi da addetti alla manutenzione stradale, a scavare un tunnel partendo da zero e a svuotare il caveau fuggendo poi all'estero.
Il film fu girato a Berlino nella primavera del 1957, per essere presentato al pubblico in prima nazionale ad Amburgo il 29 agosto 1957. In Italia fu messo in circolazione soltanto due anni dopo, nel luglio 1959.